# Underworld (pel·lícula de 1997)
Underworld és una pel·lícula de 1997 de comèdia i thriller dirigida per Roger Christian i protagonitzada per Denis Leary, Joe Mantegna i Annabella Sciorra. Ha estat doblada al català.

## Argument
Johnny Crown (Denis Leary) surt de la presó després de set anys, el mateix dia que uns matons assassinen el seu pare, amb una gran quantitat de diners en la butxaca, un grau de psicoteràpia i un ardent desig de venjar-se per l'assassinat del seu progenitor.
Una de les persones involucrades és Frank Gavillan (Joe Mantegna), que es converteix en sospitós d'haver ficat una bala en el cap al pare de Johnny.
Frank és el cap d'un reeixit club i la figura del crim organitzat. Johnny contactarà amb ell per esbrinar si va ser l'assassí o, en cas contrari, per treure-li qui van ser els culpables. 

## Repartiment
- Denis Leary: Johnny Alt / Johnny Crown
- Joe Mantegna: Frank Gavilan / Frank Cassady / Richard Essex
- Annabella Sciorra: Dra. Leah
- Larry Bishop: Ned Lynch
- Abe Vigoda: Will Cassady
- Robert Costanzo: Stan
- Traci Lords: Anna
- Jimmie F. Skaggs: Phil Fox / Todd Streeb
- James Tolkan: Dan Eagan
- Heidi Schanz: Joyce Alt
- Cristi Conaway: Julianne
- Angela Jones: Janette
- Michael David Simms: Mitch Reed
- Amy Moon: Ava
- Marc Baur: Leo

## Rebuda
La pel·lícula va ser nominada a la Millor Pel·lícula a Mystfest Arxivat 2000-08-24 a Wayback Machine..
El crític de la CNN Paul Tatara va donar una revisió altament negativa de la pel·lícula, batejant-la com "...molt violenta, molt profana, i molt dolenta. Hi ha menys morts en el vostre escorxador local, i el diàleg és probablement més agut."